# Daranj
Daranj (mađ. Darány) je selo u južnoj Mađarskoj.
Zauzima površinu od 28,10 km četvornih.

## Zemljopisni položaj
Nalazi se na 45° 58' 49" sjeverne zemljopisne širine i 17° 35' 7" istočne zemljopisne dužine, 3,5 km sjeveroistočno od Drave i granice s Republikom Hrvatskom. Najbliže naselje u RH je Novi Gradac.
Barča je 7 km prema jugozapadu, Išvandin je 2,5 km sjeverno-sjeveroistočno, Zádor je 4 km istočno-jugoistočno, Dombol (Dombov) je 2,5 km jugoistočno, Gardonja je 2 km južno-jugoistočno, a Tomašin je 2 km južno-jugozapadno.

## Upravna organizacija
Upravno pripada Barčanskoj mikroregiji u Šomođskoj županiji. Poštanski broj je 7988.
U ovom selu djeluje jedinica hrvatske manjinske samouprave.

## Povijest
Prvi pisani dokumenti spominju Darány 1437., kad ga se darovali obitelji Marczali. Vjerojatno je da je Darány postojao i prije. Ime župe u obliku Daron se spominje 1455., prigodom posvećivanja crkve sv. Ivana Krstitelja. 
Za vrijeme turske vlasti su porezni popisi (defteri) zabilježili 30 odnosno 56 kuća. 
Selo je pripadalo plemićima Nádasdyjima, a kasnije Széchenyijima.
Prvi Hrvat koji se naselio u Daranj je došao u godinama nešto prije početka Drugoga svjetskog rata. Daranj je bio selo mađarskog stanovništva uglavnom kalvinističke vjere.

## Promet
Kroz Darány prolazi državna cestovna prometnica br. 6. Kroz selo prolazi željeznička prometnica Velika Kaniža – Pečuh. 1 km južno od sela prolazi željeznička pruga Barča – Viljan. U selu je željeznička postaja, a postaja na udaljenoj pruzi Barča – Viljan također nosi ime ovog sela.

## Gospodarstvo
Daranj je poznato lovište. Kroz povijest su obližnje velike šume su izvorom daranjskih prihoda. Staništem su brojnih zaštićenih životinjskih vrsta.

## Stanovništvo
Daranj ima 1019 stanovnika (2001.). Mađari su većina. Romi čine 4%, Hrvati čine 1,3%, Nijemci čine 0,4%, nepoznate nacionalnosti i onih koji su se odbili nacionalno izjasniti je 14% te ostali. Rimokatolika je 43,5%, kalvinista je 28,1%, luterana 0,6%, grkokatolika 0,3% te ostalih.

## Kulturne znamenitosti
- na cesti br. 6, kod križanja sa željezničkom prugom, se nalazi 400 godina stari hrast lužnjak promjera 6 metara u visini prsiju. Pod zaštitom je od 1942. godine. S tim hrastom je u svezi legenda o mađarskom pustolovu (betyár) Bandiju Patku. Hrast nosi njegovo ime.[1]
- u selu se nalazi reformirana crkva iz 1826.,[1] građena u klasicističkom stilu, prema popisu nacionalnih spomenika
- darányske rode su se pročule po paru roda
- od 1991. se održava kulturna manifestacija Dan sela[1]

## Odgoj i obrazovanje
- dječji vrtić i škola[1]

## Vanjske poveznice
- (mađ.) Darány a Vendégvárón  Arhivirana inačica izvorne stranice od 20. svibnja 2005. (Wayback Machine)
- (engl.) Daranj na fallingrain.com